# You've Got to Hide Your Love Away
You've Got to Hide Your Love Away is een lied uit 1965 van de Britse popgroep The Beatles. Het lied werd geschreven door John Lennon en staat op naam van het schrijversduo Lennon-McCartney. Het nummer is te horen in de tweede speelfilm van The Beatles, Help!. Het nummer werd voor het eerst uitgebracht op het album Help!, de soundtrack bij de gelijknamige film.

## Achtergrond
In 1964 ontmoetten The Beatles op hun tournee door de Verenigde Staten Bob Dylan. Die avond rookten The Beatles, op aandrang van Dylan, marihuana. Deze drug zou vanaf die tijd een grote invloed hebben op de muziek van The Beatles. Maar ook muzikaal en tekstueel gezien had Dylan een grote invloed op de muziek van The Beatles.
Deze invloed is goed te horen bij You've Got to Hide Your Love Away. Volgens Lennon schreef hij dit lied in zijn "Dylan-periode". Door het werk van Dylan ging Lennon proberen om ook zijn eigen gevoelens en emoties in zijn liedteksten te stoppen.

## Vertolking in de film
In de film Help! is te zien hoe The Beatles You've Got to Hide Your Love Away spelen. In de film delen The Beatles vier huizen waarvan de tussenmuren zijn uitgebroken. Te zien is hoe The Beatles het nummer in dit huis spelen voor priesteres Ahme (gespeeld door actrice Eleanor Bron).

## Opnamen
The Beatles namen You've Got to Hide Your Love Away in negen takes op in de Abbey Road Studios op 18 februari 1965. Slechts twee van deze negen takes waren compleet, de overige takes eindigden voortijdig. Op het verzamelalbum Anthology 2 is de vijfde take van het nummer te horen. Bovendien is een geluidsfragment uit take 1 te horen, waarin John Lennon gekscherend roept "Paul's broken a glass, broken a glass, Paul's broken a glass".
Voor het eerst sinds Love Me Do werd op You've Got to Hide Your Love Away gebruikgemaakt van een sessiemuzikant. De bijdrage van fluitist Johnnie Scott werd middels een overdub aan het nummer toegevoegd.

## Credits
- John Lennon - zang, akoestische gitaar
- Paul McCartney - basgitaar
- George Harrison - akoestische gitaar
- Ringo Starr - tamboerijn, maraca's
- Johnnie Scott - fluit